# 대북송금 사건
대북송금 사건 (영어: Cash-for-summit scandal)은 김대중 정부에 발생한 사건이다.

## 상세
대한민국 국회가 대한민국 금융감독위원회 국정감사 도중 엄낙용 한국산업은행 총재가 폭로하면서 시작되었다. 내용은 김대중 정부가 북한에 4억 5천만 달러 송금과 5천만 달러 어치의 현물을 제공하고, 이 대가로 2000년 남북정상회담을 했다는 것이다. 이러한 폭로는 특검이 실시된 단초를 제공하였다. 당시 국회 여당인 한나라당은 남북정상회담관련대북비밀송금의혹사건등의진상규명을위한특별검사임명등에관한법률을 발의 및 통과시켰다. 사건의 폭로는 김대중 정부 말기에 발생하였으나, 특검 자체는 노무현 정부에서 시작되었다.
송두환 전 판사가 특별검사로 임명되었으며, 70일 동안 조사가 이뤄졌다.
특검이 종료되고, 박지원 문화부 장관은 기소되었다. 이기호 전 청와대 경제수석, 임동원 전 국정원장 또한 수감되었다.

## 영향
제4대 현대그룹 회장이었던 정몽헌은 검찰 수사에 대한 심리적인 압박을 이기지 못하고 자살하였다. 당시 대북송금에 적극적으로 관여한 박지원 문체부 장관은 실형을 살다 추후 노무현 정부 시기에 복권되었다.

## 같이 보기
- 재벌
- 한반도 분단
- 조선로동당
- 남북통일
- 정치적 부정부패
- 열린우리당